# 圖賽城堡
圖賽城堡（法語：Château de Troussay) 是羅亞爾河谷城堡中規模最小的一座城堡。位於法國謝韋爾尼。城堡大約修建於1450年時。

## 外部連結

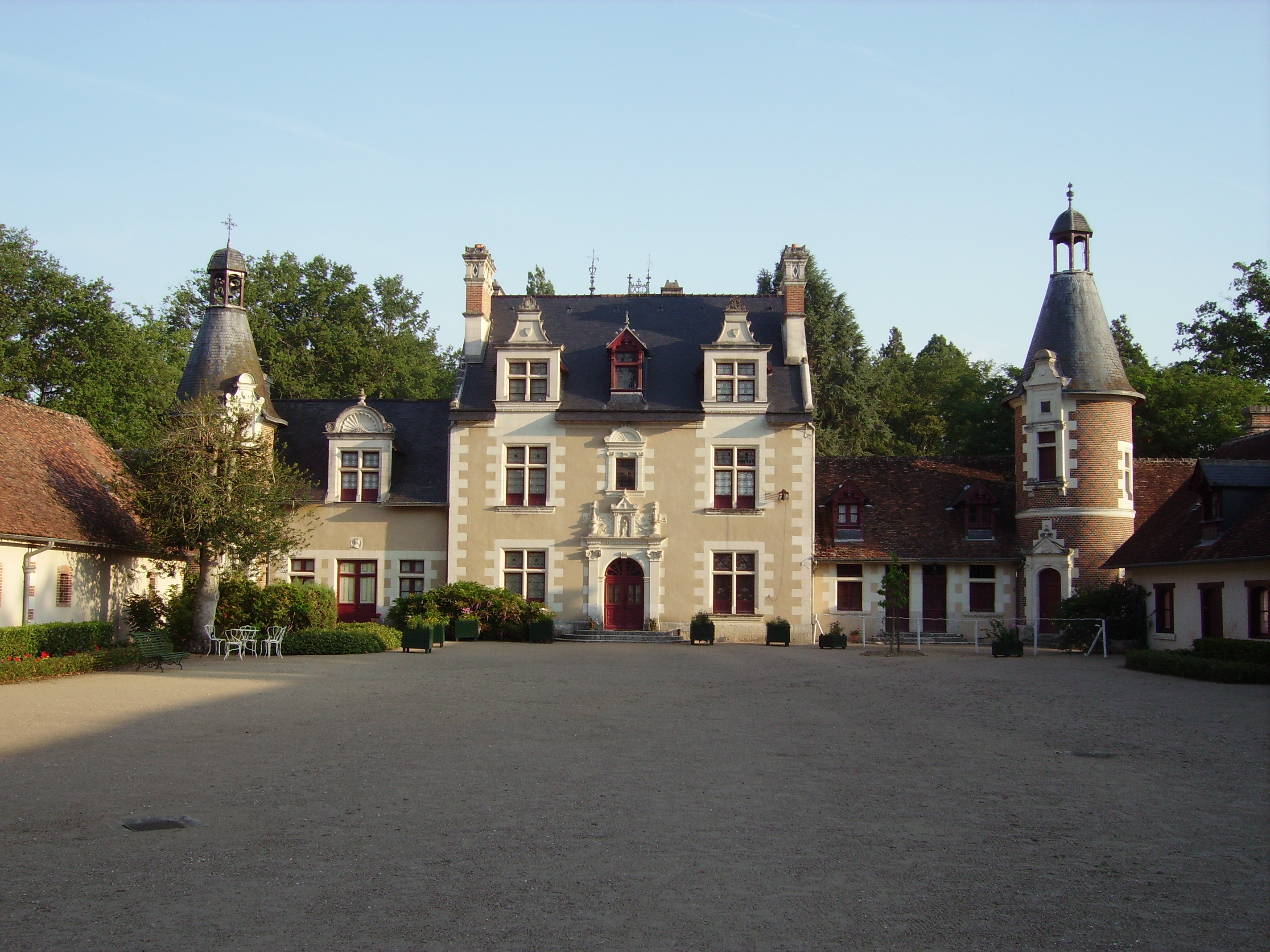
圖賽城堡

- Château de Troussay（页面存档备份，存于） - official site
- Opening hours

47°29′29″N 1°25′28″E / 47.49139°N 1.42444°E